# CS Minerul Motru
Clubul Sportiv Minerul Motru, cunoscut sub numele de Minerul Motru, este un club de fotbal din România, cu sediul în Motru, județul Gorj, care evoluează în prezent în Liga a IV-a Gorj, al patrulea eșalon al sistemului fotbalistic românesc.
Clubul a fost fondat în 1962 și a cunoscut cea mai bună perioadă a sa în eșalonul secund, unde a evoluat nu mai puțin de șaptesprezece sezoane între 1973 și 2014. Cea mai bună clasare a fost obținută la finalul sezoanelor 1982–83 și 1996–97, când a terminat pe locul 4.

## Istoric
Istoria fotbalului în Motru își are originea în 1962, când inițiativa formării unei echipe de fotbal a fost condusă de Hariton Niculescu și Dumitru Dijmărescu, pionierii industriei miniere din Bazinul Motrului. Inițial numit Minerul Horăști, clubul avea sediul în satul Însurăței (acum parte a municipiului Motru), unde erau găzduiți membrii echipei.
Primul președinte al clubului a fost Ion Crivăț, Directorul Minei Leurda, iar primul antrenor al echipei a fost Vasile Eordogh, care a fost și jucător, iar printre alții i-a inclus pe Bogdan Oprea, Dumitru Pop, Emil Cîșu, Petre Tănase, Petre Hoară, Horațiu Cuțui și frații Râbu. Echipa a jucat pentru prima dată în Campionatul Raional Baia de Aramă și a promovat în Campionatul Regional Oltenia în 1964.
În 1966, odată cu atestarea orașului Motru, clubul și-a schimbat denumirea în Minerul Motru. În sezonul 1966–67, terminând pe locul 1 în seria a doua, Minerul a câștigat Campionatul Regiunii Oltenia în finala disputată cu Progresul Goicea Mică, după trei meciuri egale, datorită mediei de vârstă mai mici a jucătorilor săi. Minerii au pierdut însă promovarea în fața echipei Victoria Boboc, câștigătoarea Campionatului Regiunii Ploiești, după ce au eliminat în turul preliminar pe Politehnica Brașov, câștigătoarea Campionatului Regiunii Brașov.

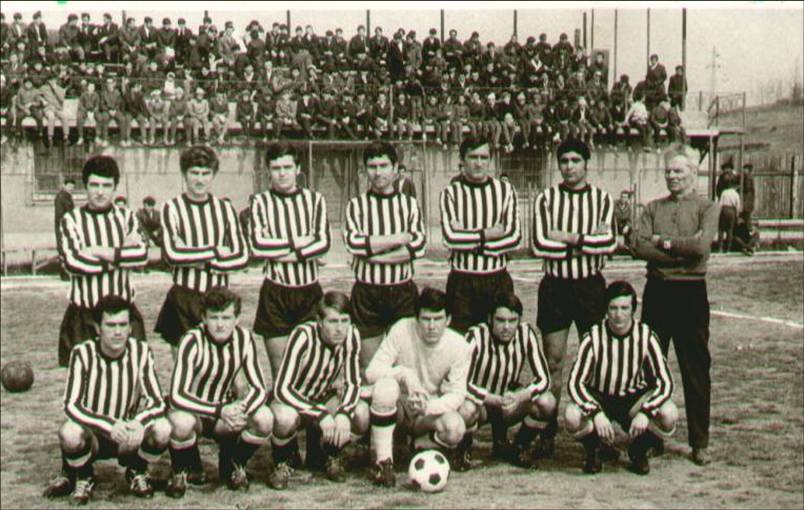
Minerul Motru în 1972.

Minerii au ajuns în Divizia C în 1968, terminând pe locul 2 în seria a doua a Campionatului Regional Oltenia. După cinci sezoane în divizia a treia, cu clasări pe locul 7 în sezonul 1968–69, locul 12 în 1969–70 — la doar un punct deasupra liniei retrogradării — locul 11 în 1970–71 și locul 4 în 1971–72, Minerul a obținut promovarea în Divizia B la finalul sezonului 1972–73.
Primul sezon în Divizia B a fost dificil; Minerul a terminat pe locul 15 din 18, la egalitate de puncte cu Gaz Metan Mediaș, și a retrogradat înapoi în Divizia C din cauza golaverajului.
Cu toate acestea, Alb-Negrii s-au întors rapid în divizia a doua, terminând pe locul 1 în seria a patra la sfârșitul sezonului 1974–75. Din păcate, luptând să rămână în Divizia B, Minerul s-a clasat din nou pe locul 15 în sezonul următor, retrogradând înapoi în divizia a treia.
În sezonul 1981–82, Minerul a terminat din nou pe locul 1 în serie, promovând în divizia a doua. Lotul condus de Titu Nicolicescu a fost alcătuit din următorii jucători: Lupui, Anghel, Mircea Pruteanu, Bălan, Văduva, Nicolae Ciornoavă, Mirea, Ionel Catană, Cățan, Mihai Ghițulescu, Mircea Gașpar, Lazăr, Marcel Ploaie, Nicolae Laurențiu, Aspricioiu, Mircea Drăguț, Mihordea, Gutuie, Nicoloff, Dan Stoenac, Tudor Dobrică și Alecu.
Minerul a evoluat în a doua divizie timp de trei sezoane consecutive. În sezonul 1982–83, echipa a terminat pe un respectabil loc 4 din 18. Totuși, în 1983–84 a existat un ușor declin, terminând pe locul 11 din 18. Din păcate, Minerul a terminat pe ultimul loc în sezonul 1984–85, ceea ce a dus la retrogradarea în divizia a treia. 
În următoarele trei sezoane în divizia a treia, Minerul s-a clasat pe locul 8 în sezonul 1985–86, sub conducerea lui Constantin Oțet. Echipa a ratat la limită promovarea în sezonul 1986–87, terminând pe locul al doilea, la doar un punct în spatele echipei Gloria Reșița. În cele din urmă, în sezonul 1987–88, Minerul a ocupat locul 1, obținând promovarea în Divizia B.
În sezonul 1988–89, Minerul a terminat pe locul 13 din 18, reușind să rămână în divizia a doua. Sezonul următor a adus o îmbunătățire, Minerul urcând pe o poziție mai sigură, locul 9. Totuși, în sezonul 1990–91, Minerul s-a confruntat cu dificultăți semnificative și a terminat pe locul 17, ceea ce a dus la retrogradarea înapoi în Divizia C.
În sezonul 1991–92, Minerul a încheiat pe locul 7, la mijlocul clasamentului, în seria a IX-a a diviziei a treia. Cu toate acestea, în urma unei reorganizări a sistemului competițional din vara anului 1992, echipa a fost retrogradată în Campionatul Județean Gorj.
În sezonul 1992–93, Minerul a ajuns până în optimile de finală ale Cupei României, unde a pierdut la limită, 0–1, în fața echipei Dacia Unirea Brăila. După ce a ratat promovarea în acel sezon, președintele clubului, Marcu Burtea, a decis fuziunea cu Venus Lugoj, formație din Divizia C, noul club fiind redenumit Minerul Venus Motru. Echipa a preluat locul lui Venus în eșalonul al treilea și a încheiat sezonul 1993–94 pe poziția secundă în Seria a IV-a.
Pe data de 27 noiembrie 2009, Minerul Motru a obținut cea mai clară victorie din istoria sa, 12–0 împotriva celor de la Juventus Bascov.
Echipa s-a desființat în vara anului 2016. Revinind în fotbalul românesc în sezonul 2021-2022

## Palmares
Liga a III-a
- Câștigători: 1972–73, 1974–75, 1981-1982, 1987-1988, 1994-1995, 2001-2002, 2012-2013
- Locul 2: 1986-1987, 1993-1994, 2000-2001, 2006-2007, 2011-2012

## Jucători notabili
- Mihai Cernica
- Doru Mihuț
- Cornel Cernea
- Augustin Chiriță
- Adrian Nedelea
- Ovidiu Panaitescu
- Alexandru Cristea
- Florinel Mirea
- Adrian Popescu
- Gheorghe Barbu
- Gheorghe Petre
- Gabriel Cruceru
- Adrian Ionel Zamta

## Foști antrenori
- Constantin Oțet (1985–1986)
- Silviu Lung (1995)
- Silviu Lung (1996–1997)
- Victor Roșca (1998)
- Ștefan Nanu (2010–2013)
- Gheorghe Borugă
- Adrian Ionescu